# Iso-Ploki
Iso-Ploki är en ö i Finland. Den ligger i Bottenhavet och i kommunerna Björneborg och Sastmola i landskapet Satakunta, i den sydvästra delen av landet. Ön ligger omkring 32 kilometer nordväst om Björneborg och omkring 260 kilometer nordväst om Helsingfors.
Öns area är 3,1 hektar och dess största längd är 330 meter i sydöst-nordvästlig riktning.